# 카밀라 레크베리

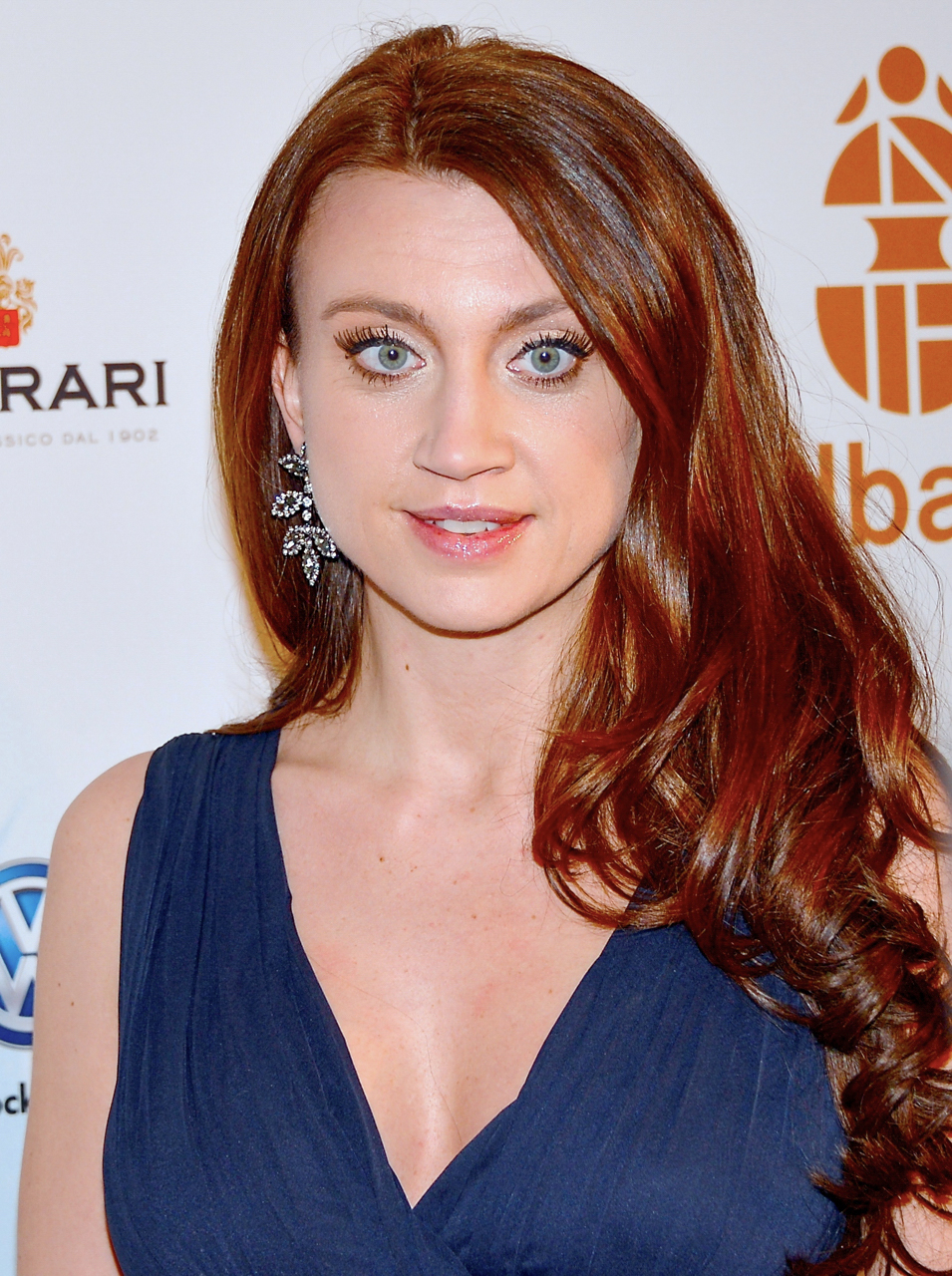
2013년 굴드바게 시상식에서

카밀라 레크베리(Camilla Läckberg, 1974년 8월 30일 ~ )는 스웨덴의 소설가이다.